# Coopers Town
Coopers Town est une ville des Bahamas. Elle est la ville la plus grande des Îles Abacos et de son district du North Abaco.